# Grand Prix automobile du Portugal 1987

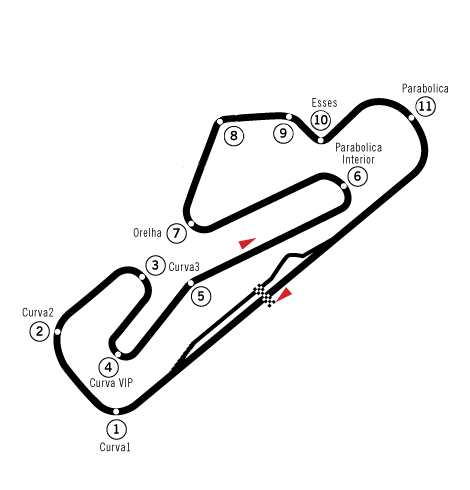
Tracé du circuit d'Estoril pour la saison 1987

Le Grand Prix automobile du Portugal 1987 est une course de Formule 1 qui s'est déroulée le 20 septembre 1987 sur le circuit d'Estoril près de Lisbonne.

## Classement
| Pos. | No | Pilote             | Écurie                 | Tours | Temps/Abandon                      | Grille | Points |
| ---- | -- | ------------------ | ---------------------- | ----- | ---------------------------------- | ------ | ------ |
| 1    | 1  | Alain Prost        | McLaren-TAG            | 70    | 1 h 37 min 03 s 906 (188,224 km/h) | 3      | 9      |
| 2    | 28 | Gerhard Berger     | Ferrari                | 70    | + 20 s 493                         | 1      | 6      |
| 3    | 6  | Nelson Piquet      | Williams-Honda         | 70    | + 1 min 03 s 295                   | 4      | 4      |
| 4    | 19 | Teo Fabi           | Benetton-Ford          | 69    | Panne d'essence                    | 10     | 3      |
| 5    | 2  | Stefan Johansson   | McLaren-TAG            | 69    | + 1 tour                           | 8      | 2      |
| 6    | 18 | Eddie Cheever      | Arrows-Megatron        | 68    | + 2 tours                          | 11     | 1      |
| 7    | 12 | Ayrton Senna       | Lotus-Honda            | 68    | + 2 tours                          | 5      |        |
| 8    | 11 | Satoru Nakajima    | Lotus-Honda            | 68    | + 2 tours                          | 15     |        |
| 9    | 16 | Ivan Capelli       | March-Ford             | 67    | + 3 tours                          | 22     |        |
| 10   | 3  | Jonathan Palmer    | Tyrrell-Ford           | 67    | + 3 tours                          | 24     |        |
| 11   | 24 | Alessandro Nannini | Minardi-Motori Moderni | 66    | Panne d'essence                    | 14     |        |
| 12   | 4  | Philippe Streiff   | Tyrrell-Ford           | 66    | + 4 tours                          | 21     |        |
| 13   | 17 | Derek Warwick      | Arrows-Megatron        | 66    | + 4 tours                          | 12     |        |
| 14   | 20 | Thierry Boutsen    | Benetton-Ford          | 64    | + 6 tours                          | 9      |        |
| Abd. | 8  | Andrea De Cesaris  | Brabham-BMW            | 54    | Injection                          | 13     |        |
| Abd. | 27 | Michele Alboreto   | Ferrari                | 38    | Boîte de vitesses                  | 6      |        |
| Abd. | 9  | Martin Brundle     | Zakspeed               | 35    | Transmission                       | 17     |        |
| Abd. | 22 | Franco Forini      | Osella-Alfa Romeo      | 32    | Suspension                         | 26     |        |
| Abd. | 30 | Philippe Alliot    | Larrousse-Ford         | 31    | Pression d'essence                 | 19     |        |
| Abd. | 25 | René Arnoux        | Ligier-Megatron        | 29    | Échangeur                          | 18     |        |
| Abd. | 21 | Alex Caffi         | Osella-Alfa Romeo      | 27    | Turbo                              | 25     |        |
| Abd. | 26 | Piercarlo Ghinzani | Ligier-Megatron        | 24    | Allumage                           | 23     |        |
| Abd. | 23 | Adrian Campos      | Minardi-Motori Moderni | 24    | Radiateur                          | 20     |        |
| Abd. | 5  | Nigel Mansell      | Williams-Honda         | 13    | Panne électrique                   | 2      |        |
| Abd. | 7  | Riccardo Patrese   | Brabham-BMW            | 13    | Moteur                             | 7      |        |
| Abd. | 10 | Christian Danner   | Zakspeed               | 0     | Accident                           | 16     |        |
| Nq.  | 14 | Pascal Fabre       | AGS-Ford               |       | Non qualifié                       |        |        |

## Pole position et record du tour
- Pole position : Gerhard Berger en 1 min 17 s 620 (vitesse moyenne : 201,752 km/h).
- Meilleur tour en course : Gerhard Berger en 1 min 19 s 282 au 66e tour (vitesse moyenne : 197,523 km/h).

## Tours en tête
- Nigel Mansell : 1 (1)
- Gerhard Berger : 64 (2-33 / 36-67)
- Michele Alboreto : 2 (34-35)
- Alain Prost : 3 (68-70)

## À noter
- 28e victoire pour Alain Prost qui établit le nouveau record de victoires en F1 battant le record de Jackie Stewart établi le 5 août 1973.
- 55e victoire pour McLaren en tant que constructeur.
- 25e victoire pour TAG-Porsche en tant que motoriste.
- La course a été stoppée après l'accident du 1er tour et un nouveau départ fut donné (la longueur de la course conservée). Christian Danner ne prend pas le 2e départ.